# 1978 dans le catholicisme
Chronologie du catholicisme
- 1974
- 1975
- 1976
- 1977
- 1978
- 1979
- 1980
- 1981
- 1982

1978 est une « année des trois papes ».

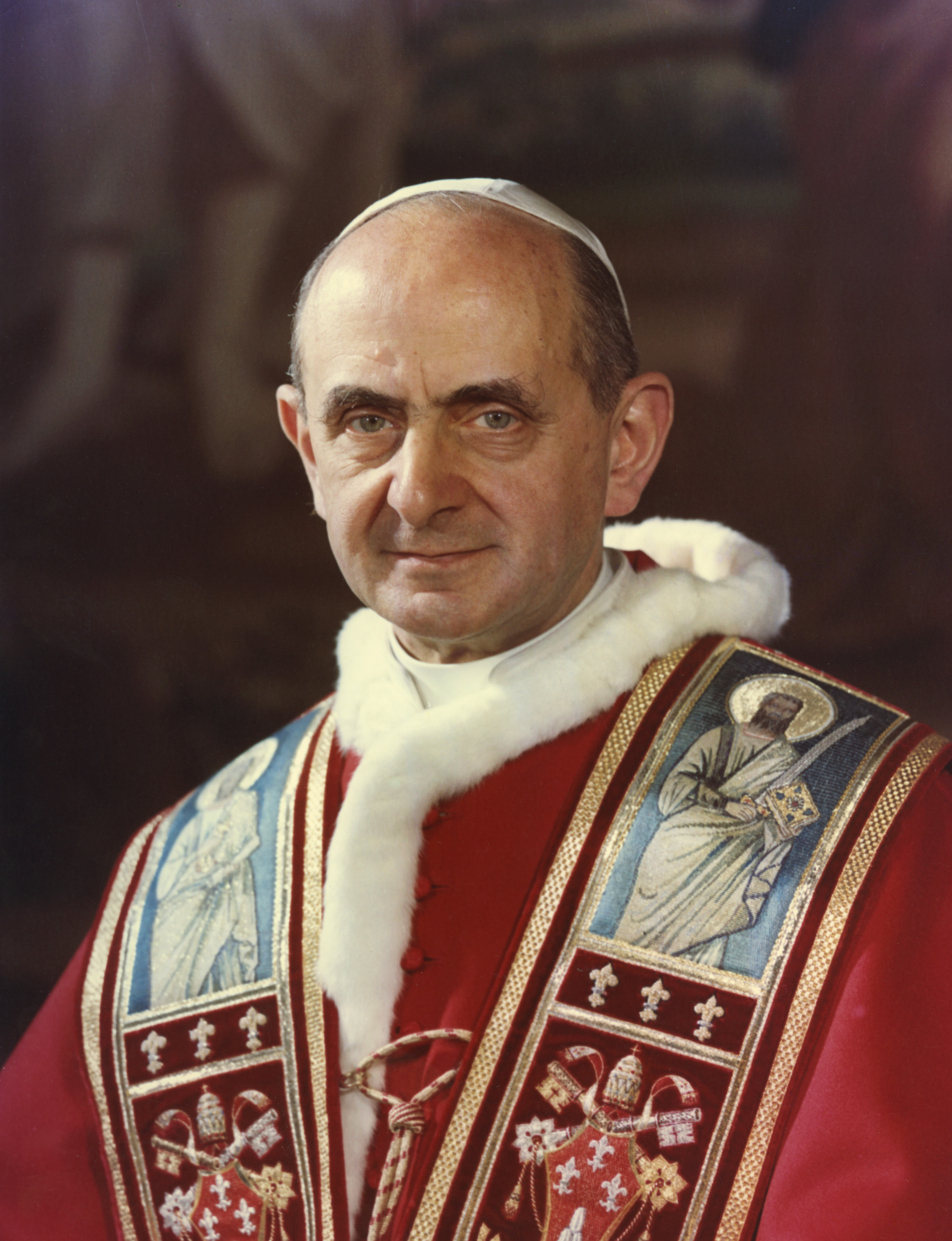
Paul VI
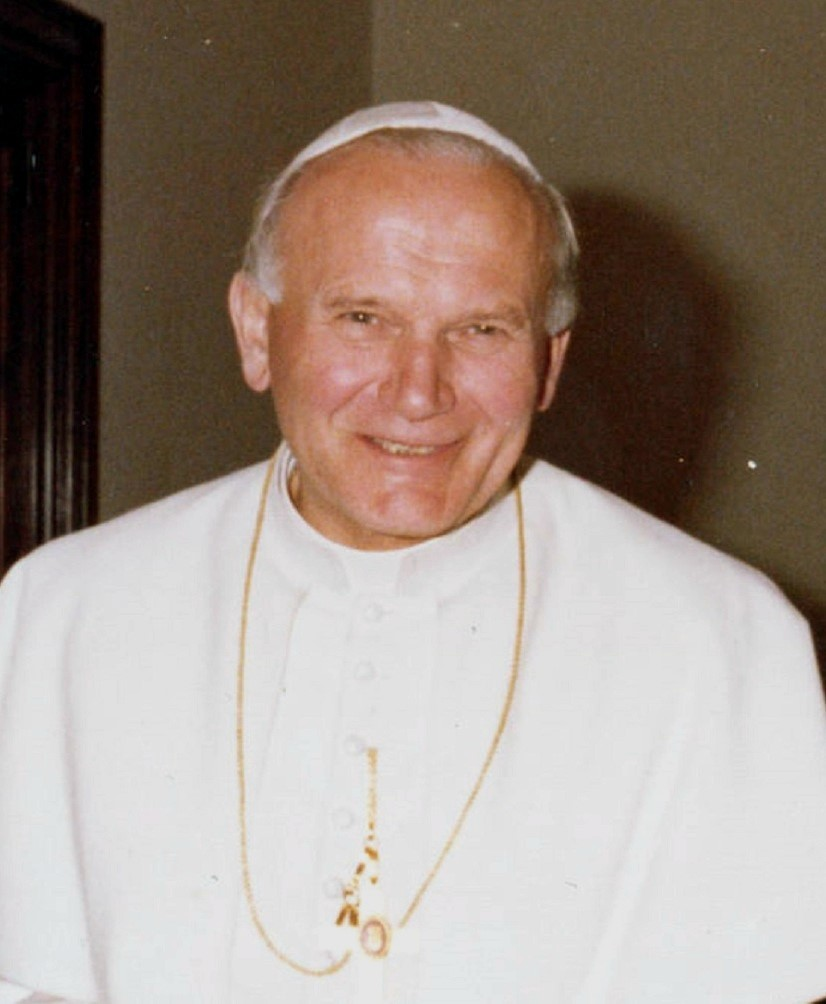
Jean-Paul II

## Évènements
- 25 et 26 août : conclave consécutif au décès de Paul VI et élection de Jean-Paul Ier.
- 27 septembre : Pour la dernière fois, un pape (Jean-Paul Ier) utilise la sedia gestatoria.
- 26 août au 8 octobre : Ostension du Suaire de Turin.
- 14 au 16 octobre : conclave consécutif au décès de Jean-Paul Ier et élection de Jean-Paul II.

## Naissances
- 27 janvier : Pierre-Hervé Grosjean, prêtre et blogueur français
- 20 juillet : Adam Szustak, prêtre dominicain, prédicateur, youtubeur et écrivain polonais
- 7 octobre : Vincenzo Turturro (en), prélat italien, diplomate du Saint-Siège et archevêque titulaire de Ravello
- 28 décembre : Milan Stipić, prélat croate, primat de l’Église gréco-catholique croate

## Décès

### Janvier
- 1er janvier : Józef Nowak, prêtre, écrivain et journaliste sorabe (° 5 janvier 1895)
- 30 janvier : Leonard Feeney, prêtre jésuite américain excommunié (° 18 février 1897)

### Février
- 19 février : Romano Bottegal, prêtre, ermite, missionnaire au Liban et vénérable italien (° 28 décembre 1921)
- 21 février : Mieczysław Żywczyński, prêtre, historien et enseignant polonais (° 13 janvier 1901)
- 23 février : Paul Yoshigoro Taguchi, cardinal japonais, premier archevêque d'Osaka (° 20 juillet 1902)

### Mars
- 17 mars : Giacomo Violardo, cardinal italien de la Curie (° 10 mai 1898)

### Avril
- 9 avril : Gabriel Éliès, prêtre, directeur d'école et écrivain français de langue bretonne (° 6 septembre 1910)

### Mai
- 6 mai : Roger Michon, prélat français, évêque de Chartres (° 12 février 1904)

### Juin
- 5 juin : Roger Buliard, prêtre français et missionnaire dans le Grand Nord canadien (° 18 janvier 1909)
- 28 juin : Iuliu Hirțea, prélat grec-catholique roumain, évêque auxiliaire d'Oradea Mare, victime des persécutions communistes (° 13 avril 1914)

### Juillet
- 17 juillet : François Varillon, prêtre jésuite, théologien et auteur français (° 28 juillet 1905)
- 18 juillet : Guy-Marie Riobé, prélat français, évêque d'Orléans (° 24 avril 1911)

### Août
- 6 août : Saint Paul VI, 262e pape (° 26 septembre 1897)
- 16 août : 
  - Robert Devreesse, prêtre, historien et bibliothécaire français (° 20 mai 1894)
  - Paul Yü Pin, cardinal chinois, archevêque de Nankin (° 13 avril 1901)
- 22 août : Pierre Wijnants, prélat et missionnaire belge, archevêque de Mbandaka-Bikoro (° 8 février 1914)

### Septembre
- 11 septembre : Valerian Gracias, cardinal indien, archevêque de Bombay (° 23 octobre 1900)
- 13 septembre : George Beck, prélat britannique, archevêque de Liverpool (° 28 mai 1904)
- 28 septembre : Bienheureux Jean-Paul Ier, 263e pape (° 17 octobre 1912)

### Octobre
- 14 octobre : Bolesław Filipiak, cardinal polonais de la Curie, précédemment évêque titulaire de Plestia (de) (° 1er septembre 1901)

### Novembre
- 27 novembre : Joseph-Marie Trinh-nhu-Khuê, premier cardinal vietnamien, archevêque d'Hanoï (° 11 décembre 1898)

### Décembre
- 17 décembre : Joseph Frings, cardinal allemand, archevêque de Cologne (° 6 février 1887)

### Date précise inconnue
- Gilbert Pernoud, prêtre et résistant français, Juste parmi les nations (° 19 janvier 1901)